# Lloyd Sabaudo
Lloyd Sabaudo (Lloyd av Savoy) var ett italienskt rederi grundat i Turin 1906. År 1932 slogs Lloyd Sabaudo, Cosulich och Navigazione Generale Italiana ihop och bildade den Italienska Linjen (ITALIA).

## Historia[1]
Lloyd Sabaudo skapades i Turin 1906 och använde Genua som registreringshamn. 

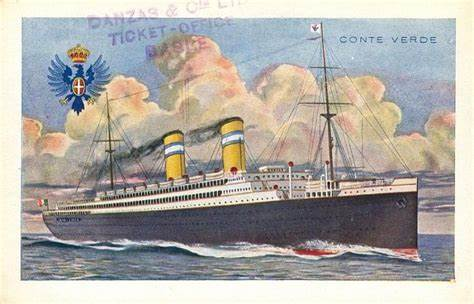
Conte Verde avbildad på ett vykort.

Många fartygsägare i Genua såg Lloyd Sabaudo som en allvarlig konkurrent. En av dem var Navigazione Generale Italiana som började tävla med Lloyd Sabaudo, vilket var vanligt för rederier på den tiden. Den finansiella kostnaden i att starta ett rederi, köpa fartyg och det första världskriget gjorde att Lloyd Sabaudo hade svårt att överleva under 1910-talet. Rederiet åtnjöt finansiellt stöd av Emmanuel Filiberto av Aosta, tillhörande huset Savojen, vilket rederiets namn kommer ifrån.
Under 1920-talet började Lloyd Sabaudo att växa snabbt och ingick senare i Cosulich-Gruppen, vilken ägde Monfalconevarvet. De hade också kontroll över San Marco- och San Rocco-varven samt Fabbrica Macchine Sant'Andrea, ett motorbyggande företag. Alla dessa rederier var baserade i Trieste och hade varit aktiva sedan 1800-talet.
År 1932, tillsammans med dotterföretaget Cosuich-Line och Navigazione Generale Italiana, slogs Lloyd Sabaudo ihop och bildade Italienska linjen (ITALIA). Sammanslagningen var dock inte på grund av den stora depressionen. Lloyd Sabaudo var en av de få rederier som överlevde den.

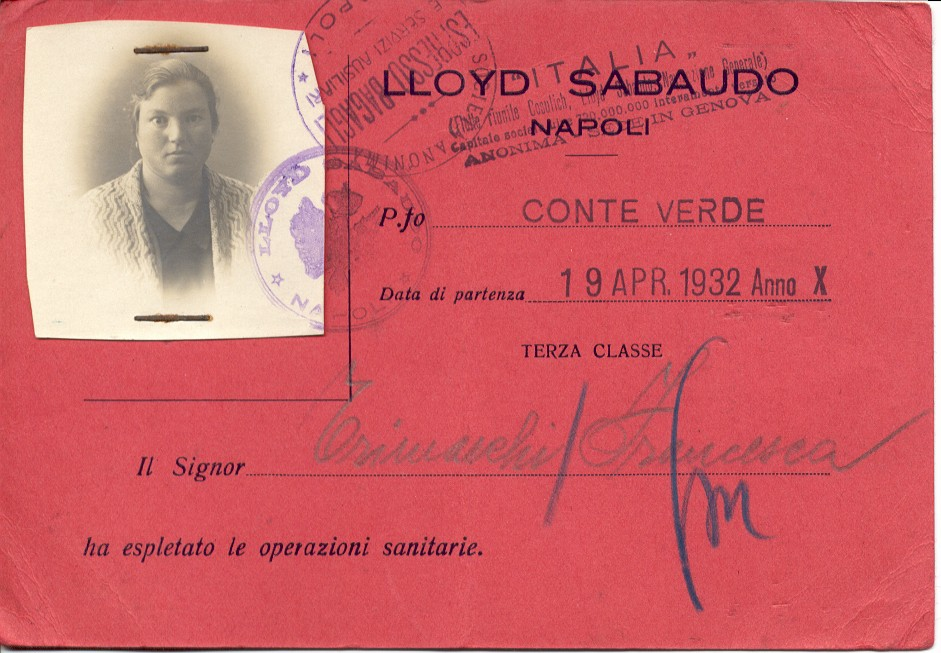
1932 biljett till Conte Verde.

## Rutter
- 1907-1932 Genua-Neapel-Palermo-New York.
- 1908-1932 Genua-Neapel-Palermo-Las Palmas de Gran Canaria-Rio de Janeiro-Buenos Aires.
- 1920-1932 Genua-Fremantle-Melbourne-Sydney.

## Flotta[2]
| Fartyg               | Sjösatta | Öde                                                                      |
| -------------------- | -------- | ------------------------------------------------------------------------ |
| Arnaldo da Brescia   | 1900     | Såld till E. Sturlise 1922.                                              |
| Capodimonte          | 1917     | Överfördes till Marittima Italiana 1926                                  |
| Carignano            | 1899     | Skrotad 1919                                                             |
| Carignano            | 1918     | Överfördes till Italienska linjen 1932.                                  |
| Castelporziano       | 1919     | Såld 1924 till Parodi & Corrado.                                         |
| Citta di Genova      | 1903     | Skrotad 1930.                                                            |
| Coltano              | 1899     | Såld 1923 till A. Zanchi                                                 |
| Conte Biancamano     | 1925     | Överförd till Italienska Linjen 1932.                                    |
| Conte di Savoia      | 1932     | Överförd till Italienska Linjen 1932.                                    |
| Conte Grande         | 1928     | Överförd till Italienska Linjen 1932.                                    |
| Conte Rosso          | 1924     | Överförd till Lloyd Triestino 1932.                                      |
| Conte Verde          | 1923     | Överförd till Lloyd Triestino 1932.                                      |
| D'Aosta              | 1892     | Såld 1923 till Clorialdo Devoto.                                         |
| Maria Cristina       | 1907     | Såld 1930 till Cia. Coloma                                               |
| Moncalieri           | 1918     | Överförd till Italienska Linjen 1932.                                    |
| Montecristo          | 1918     | Såld 1924 till G. Pellegro.                                              |
| Pesaro               | 1901     | Skrotad 1925.                                                            |
| Pollenzo             | 1920     | Såld 1925 till Parodi & Corrado.                                         |
| Principe di Piemonte | 1907     | Såld 1914 till Uranium Steamship Company.                                |
| Principe di Udine    | 1907     | Skrotad 1929.                                                            |
| Principessa Giovanna | 1923     | Överförd till Italienska Linjen 1932.                                    |
| Principessa Maria    | 1923     | Överförd till Italienska Linjen 1932.                                    |
| Racconigi            | 1899     | Sjönk i en brand 1922 utanföör Algiers Bay.                              |
| Re d'Italia          | 1907     | Skrotad 1929.                                                            |
| Regina d'Italia      | 1907     | Skrotad 1928.                                                            |
| Resurrezione         | 1887     | Skrotad 1924.                                                            |
| San Rossore          | 1901     | Såld 1926 till M. Casabona.                                              |
| Scampolo             | 1918     | Såld för rivning 1924.                                                   |
| Tomaso di Savoia     | 1907     | Skrotad 1928.                                                            |
| Valdieri             | 1906     | Sjönk utanför Kap Spartel 1917 efter att ha blivit träffad av en torped. |
| Valdieri             | 1920     | Såld 1925 till Soc. Commerciale di Nav.                                  |
| Villa Ada            | 1918     | Såld 1929 till Turner, Brightman & Co.                                   |

## Bilder

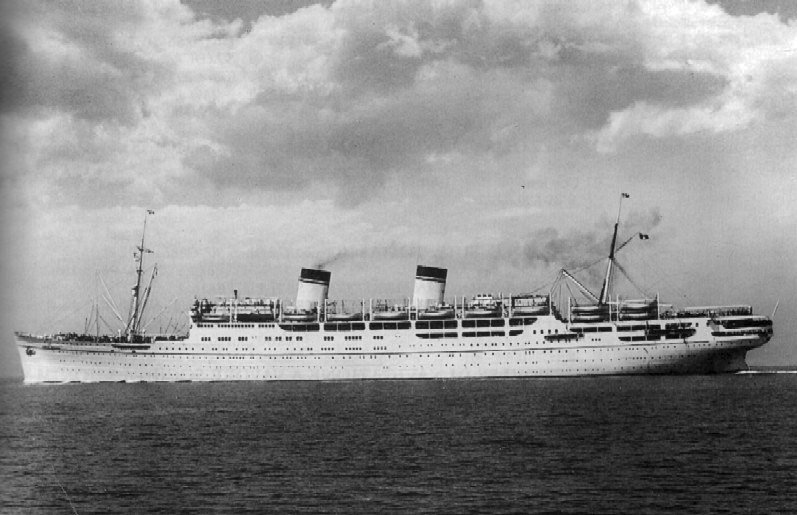
Conte Grande
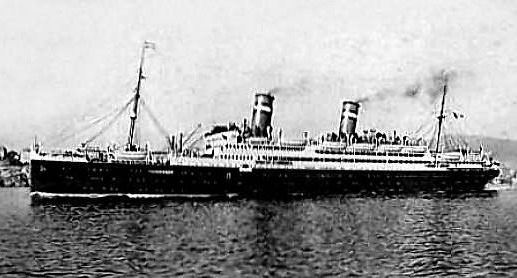
Conte Rosso 1925.
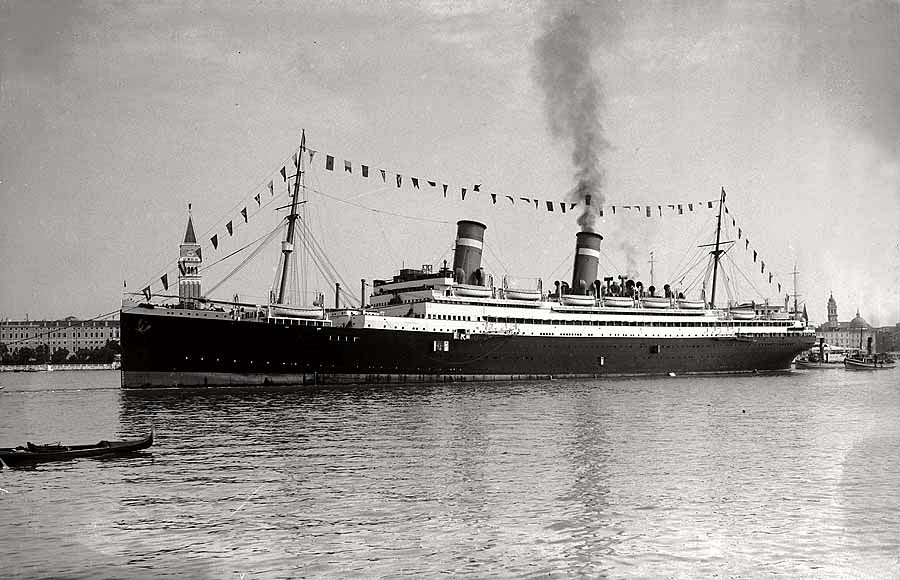
Conte Verde 1926
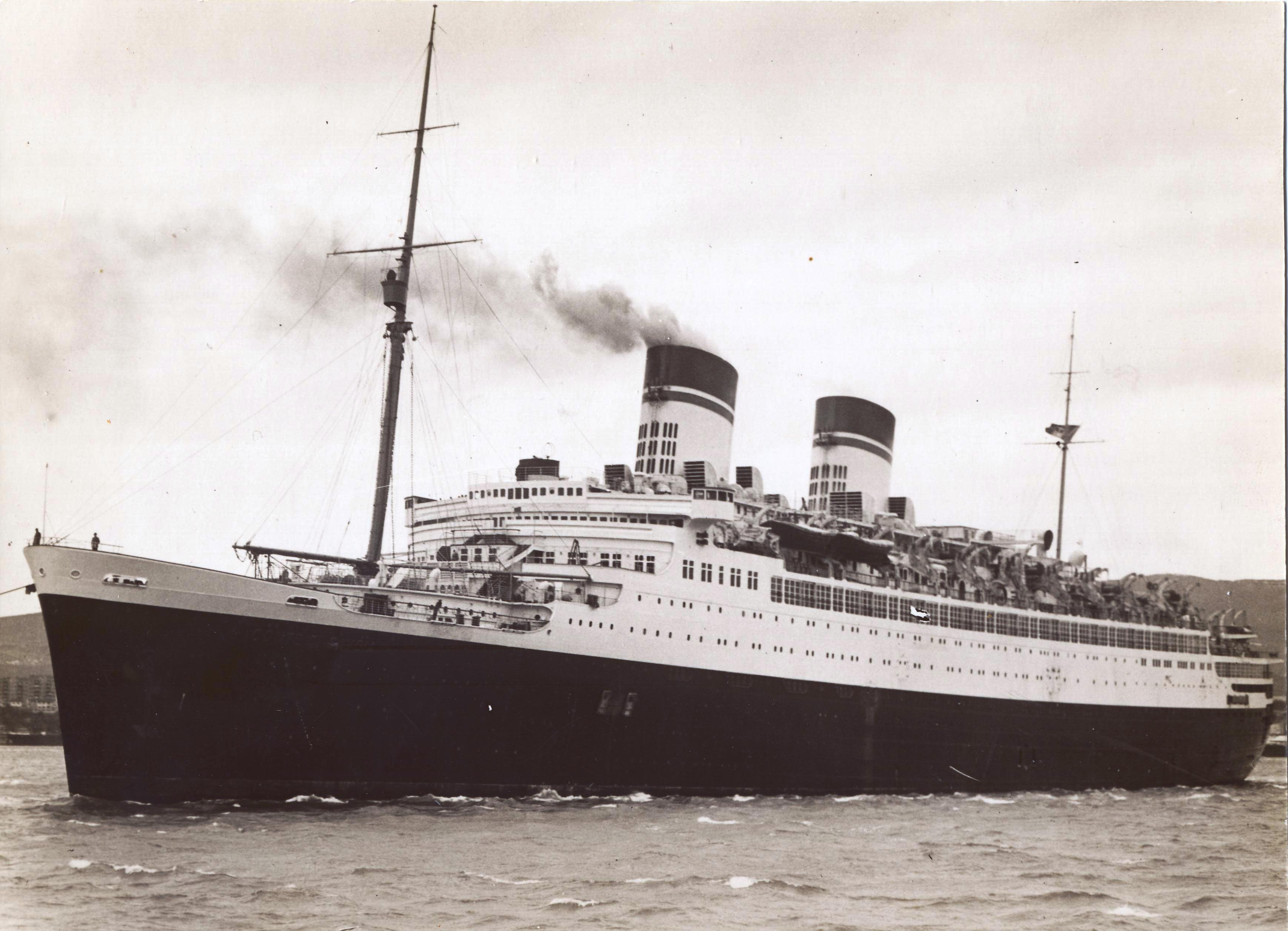
Conte di Savoia
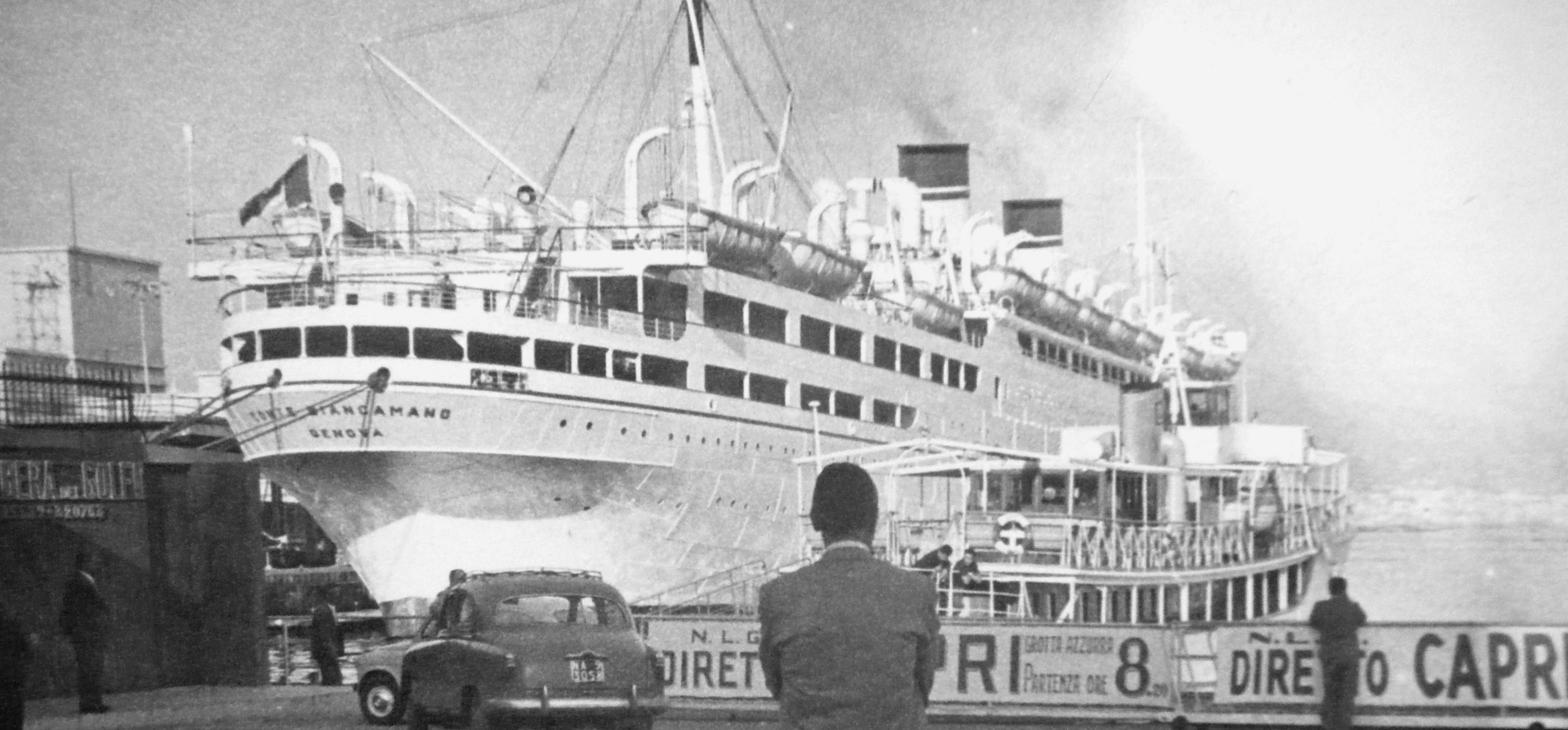
Conte Biancamano i Neapel innan sin sista resa.
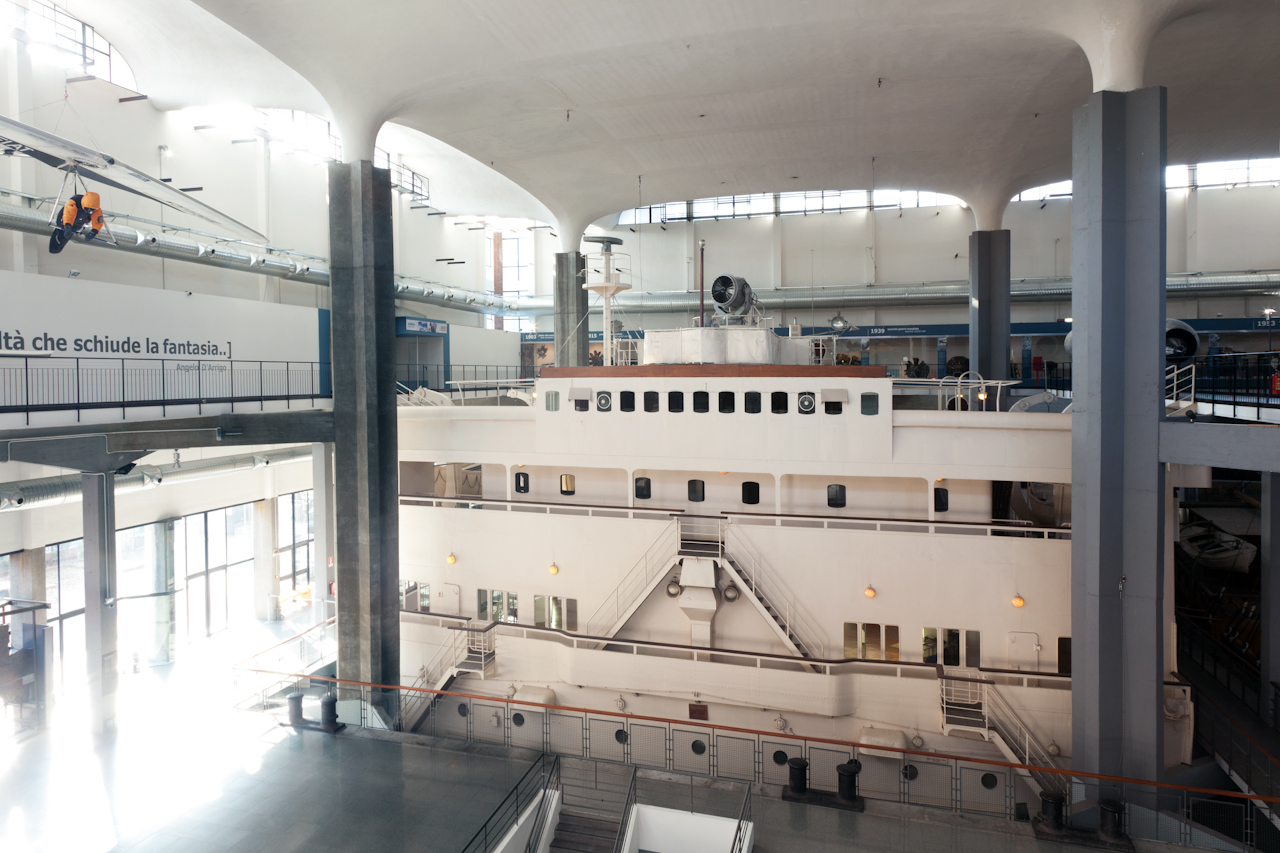
Conte Biancamano 2012 i Museo Nazionale Scienza e Tecnologia Leonardo da Vinci.